# Урядові установи Швеції
Урядові (або державні) установи в Швеції — є організаціями, що контролюються державою та які діють самостійно для здійснення політики уряду Швеції. Міністерства є відносно невеликі і є лише політичними організаціями, яким дозволено стежити за діяльністю цих установ і підготовкою рішень і політичних документів для уряду як колективного органу, який вирішує питання.
Кабінету Міністрів явно заборонено втручатися у повсякденну роботу цих установ або в окремі випадки. Головне правило полягає в тому, що міністрам не дозволяється видавати накази установам у їхньому портфелі особисто (лише за кількома винятками), оскільки урядові установи підпорядковуються рішенням, ухваленим урядом, хоча уряд не може навіть безпосередньо скасувати рішення установи в процесі обробки окремого випадку.
За винятком виконавчої влади, Риксдаг також має ряд незалежних установ.
Усі державні установи Швеції можна знайти на сайті www.government.se.

## Риксдаг
- Банк Швеції (Riksbank) — шведський центральний банк
- Шведська національна служба аудиту (Riksrevisionen) — вищий орган фінансового контролю в Швеції.
- Парламентський омбудсмен (Justitieombudsmannen) — Омбудсмен Риксдагу.

## Міністерство юстиції
- Канцлер юстиції ( Justitiekanslern ) — контролює тих, хто бере участь у громадських операціях, відповідає перед Урядом за захист прав держави і надає уряду поради та огляди у правових питаннях.
- Шведська комісія з питань безпеки та доброчесності (Säkerhets- och integritetsskyddsnämnden) — відповідальний за нагляд за застосуванням органами правоохоронних органів методів таємного спостереження, прийнятими ідентичностями та іншими пов'язаними з ними діями.
- Шведське агентство споживачів (Konsumentverket) — працює з споживчими питаннями в таких областях, як реклама, умови контракту, інформація про споживача, фінанси домогосподарств, безпека, якість і вплив на навколишнє середовище товарів.
- Шведська служба компенсацій та допомоги жертвам злочинності ( Brottsoffermyndigheten ) — сфера діяльності: вивчає питання компенсації жертвам злочинів і виділяє кошти з Фонду жертв злочинності.
- Шведська служба захисту даних (Datainspektionen) — контролює захист приватної особи.
- Шведська адміністрація з економічної злочинності (Ekobrottsmyndigheten).
- Шведська виборча комісія (Valmyndigheten).
- Міграційне управління Швеції (Migrationsverket).
- Шведська національна рада зі скарг споживачів (Allmänna reklamationsnämnden) — діє як суд, першочерговим завданням якого є неупереджене вивчення розладів між споживачами та компаніями.
- Національна рада судової медицини Швеції (Rättsmedicinalverket) — центральна адміністративна установа з судової психічної допомоги, судової хімії, судової медицини та судово-медичних операцій.
- Шведська рада з нагляду за нерухомим майном (Fastighetsmäklarnämnden) — реєстрація та нагляд за агентами з нерухомості.
- Шведська національна рада з питань запобігання злочинності (Brottsförebyggande rådet) — сприяє запобіганню злочинності, вона відповідає за надання офіційної статистики для судових органів.
- Шведська національна адміністрація судів (Domstolsverket) — національна адміністрація судів є центральним адміністративним органом для державних судів, судів, регіональних трибуналів оренди, регіональних судових трибуналів та Національного органу з правової допомоги.
- Поліція Швеції (Polismyndigheten) — поліцейський орган Швеції є центральним адміністративним органом поліції, він також є головним агентством Національного центру криміналістики.
- Служба безпеки Швеції (Säkerhetspolisen) — відповідальна за контррозвідку, контртероризм і контрверсію.
- Шведська служба ув'язнення і пробації (Kriminalvården).
- Генеральний прокурор Швеції (Riksåklagaren) — генеральний прокурор є прокурором у Верховному суді, він представляє найвищого прокурора і є центральним адміністративним органом прокуратури.
- Шведський ринковий суд (Marknadsdomstolen) — спеціальний суд, до компетенції якого входить розгляд справ та інших правових питань відповідно до Закону про практику маркетингу та Закону про конкуренцію.
- Берегова охорона Швеції (Kustbevakningen) — шведська берегова охорона здійснює спостереження та інші операції з моніторингу та контролю, а також екологічні аварійні служби на морі.

## Міністерство закордонних справ
Посольства в інших країнах перебувають під безпосереднім керівництвом та контролем Міністерства закордонних справ.
- Шведська національна рада гарантій експортних кредитів (Exportkreditnämnden).
- Академія Фольке Берандотт (Folke Bernadotteakademin).
- Шведська національна інспекція стратегічних продуктів (Inspektionen för strategiska produkter).
- Шведська національна рада з питань торгівлі (Kommerskollegium).
- Інститут Північної Африки (Nordiska Afrikainstitutet).
- Swedac (Styrelsen för ackreditering och teknisk kontroll).
- Шведське агентство з питань міжнародної співпраці та розвитку (Styrelsen för internationellt utvecklingssamarbete).
- Шведський інститут (Svenska institutet).
- Шведська рада з експорту та інвестицій (Sveriges export-och investeringsråd).

## Міністерство оборони
- Збройні сили Швеції (Försvarsmakten) — фундаментальне завдання Збройних Сил Швеції — підготувати в мирний час захист країни у війні проти збройного нападу, що загрожує її свободі та незалежності.
- Шведська адміністрація оборонних матеріалів (Försvarets materielverk).
- Шведська адміністрація національних служб (Pliktverket) — адміністрація національної служби несе відповідальність за зарахування, залучення та адміністрування осіб, які мають право на національну службу, як призовників, і організаторів підготовки під час національної служби. Щороку це передбачає зарахування близько 50 тис. молодих чоловіків і тестування меншої кількості жінок на зарахування.
- Шведське національне управління радіо оборони (Försvarets radioanstalt).
- Шведське агентство з наукових досліджень у галузі оборони (Totalförsvarets forskningsinstitut) — основною діяльністю є дослідження, розробка методів і технологій та дослідження від імені Національної загальної оборони.
- Шведське агентство цивільних надзвичайних ситуацій (Myndigheten för samhällsskydd och beredskap) — об'єднання, координації та допоміжних завдань до, протягом і після надзвичайних ситуацій.
- Шведська комісія з розслідування аварійних ситуацій (Statens haverikommission).

До 2007 року Шведський національний коледж оборони (Försvarshögskolan) був також під командуванням Міністерства оборони Швеції. 1 січня 2008 року він став національним університетським коледжем, що означає, що тепер він може пропонувати цивільні університетські навчальні програми більшою мірою, ніж раніше.

## Міністерство зайнятості
- Шведська агенція з питань гендерної рівності
- Делегація проти сегрегації
- Омбудсмен для дітей (Barnombudsmannen)
- Правління проти дискримінації
- Омбудсмен з питань рівності
- Шведське агентство експертизи робочого середовища
- Шведська державна служба зайнятості ( Arbetsförmedlingen )
- Орган Швеції з контролю за умовами праці ( Arbetsmiljöverket )
- Шведський трудовий суд ( Arbetsdomstolen )
- Шведська рада з страхування на випадок безробіття ( Inspektionen för arbetslöshetsförsäkringen )
- Рада представництва працівників у радах директорів ( Nämnden för styrelserepresentationsfrågor )
- Рада Європейського соціального фонду у Швеції
- Інститут оцінки ринку праці та освітньої політики ( Institutet för arbetsmarknads- och utbildningspolitisk utvärdering )
- Національна консультативна рада з питань патентних прав та компенсаційних виплат за винаходи на виробництві ( Statens nämnd för arbetstagares uppfinningar )
- Національний офіс посередництва ( Medlingsinstitutet )
- Шведський комітет МОП ( Svenska ILO-kommittén )

## Міністерство підприємництва, енергетики та зв'язку
- Шведська адміністрація з питань конкуренції (Konkurrensverket).
- Шведське бюро з питань патентів та реєстрації (Patent- och registreringsverket).
- Шведська адміністрація пошти та телекомунікацій (Post-och telestyrelsen).
- Шведська національна космічна рада (Rymdstyrelsen).
- Шведська геологічна служба (Sveriges geologiska undersökning).
- Vinnova або Шведське агентство інноваційних систем (Verket för innovationssystem).
- Шведське агентство економічного та регіонального зростання (Tillväxtverket).
- Шведська транспортна адміністрація (Trafikverket).
- Шведське транспортне агентство (Transportstyrelsen).

#### Підприємства
- Шведська адміністрація цивільної авіації (Luftfartsverket).
- Шведська морська адміністрація (Sjöfartsverket).
- Svenska kraftnät.

## Міністерство охорони здоров'я та соціальних справ
- Агентство медичних виробів (Läkemedelsverket) — відповідальний за регуляторний контроль фармацевтичних препаратів, пов'язаних з ними лікарських засобів та інформації про наркотики.
- Шведське агентство для державних роботодавців (Arbetsgivarverket) — організація роботодавців, відповідальна за центральні переговори з профспілками щодо умов оплати праці та зайнятості працівників у державному секторі.
- Шведська національна рада з питань охорони здоров'я та соціального забезпечення (Socialstyrelsen) — контролює, планує, координує та доглядає за медичними та соціальними послугами.
- Шведська національна рада інституційної допомоги (Statens institutionsstyrelse) — відповідальна за обов'язковий догляд за молодими правопорушниками та молоддю з проблемами наркотиків та алкоголем у спеціальних та лікувальних установах.
- Шведське агентство соціального страхування (Försäkringskassan) — місцеве управління соціального страхування.
- Омбудсман для дітей у Швеції (Barnombudsmannen) — дотримується питань, що стосуються прав та інтересів дітей та молоді.
- Агенція громадського здоров'я Швеції (Folkhälsomyndigheten) — агентство несе відповідальність на національному рівні за питання громадського здоров'я та сприяє доброму здоров'ю населення шляхом створення та поширення знань, охорони здоров'я та інших осіб, відповідальних за контроль за інфекційними захворюваннями та здоров'ям населення.

#### Національні монополії
- Systembolaget — національна алкогольна монополія.

## Міністерство фінансів

#### Департамент економічних питань
- Агентство з юридичних, фінансових та адміністративних послуг (Kammarkollegiet).
- Шведський національний інститут економічних досліджень (Konjunkturinstitutet).
- Шведська Рада з фінансової політики (Finanspolitiska rådet).

#### Департамент бюджету
- Шведська національна адміністрація з управління фінансами (Ekonomistyrningsverket).

#### Відділ фіскальних питань
- Шведське податкове агентство (Skatteverket).
- Шведська виконавча адміністрація (Kronofogdemyndigheten).
- Шведська митна служба (Tullverket).

#### Відділ фінансових установ і ринків
- Шведська служба фінансового нагляду (Finansinspektionen).
- Шведське національне управління заборгованості (Riksgäldskontoret).

#### Адміністративний поділ
- Адміністративні ради ленів Швеції (Länsstyrelserna).

#### Комерційно керовані державні компанії
- Apoteket — національна фармацевтична та колишня монополія.

#### Інші
- Статистичне управління Швеції (Statistiska Centralbyrån).
- Національна рада з питань власності Швеції (Statens fastighetsverk).
- Шведська національна адміністрація укріплень (Fortifikationsverket).

## Міністерство освіти і науки

#### Школи, діти та молодь
- Шведське національне агентство з освіти (Skolverket) — активно працює для забезпечення досягнення національних цілей у сфері догляду за дітьми та шкільної системи. Для того, щоб отримати уявлення про різні заходи та внести свій внесок у розвиток, Національне агентство з освіти здійснює подальші роботи, оцінку, розвиток, дослідження та наглядову роботу.
- Шведське агентство молоді та громадянського суспільства (Myndigheten för ungdoms- och civilsamhällesfrågor) — працює над тим, щоб молоді люди мали доступ до впливу та добробуту, а також підтримували уряд у питаннях, що стосуються політики громадянського суспільства.

#### Освіта дорослих
- Шведське національне агентство з освіти (Skolverket).

#### Вища освіта
- Університети в Швеції — організують вищу освіту на основі наукової або художньої орієнтації, а також на перевіреному досвіді та дослідницькій, художній та іншій роботі з розвитку.
- Шведська агентство мережевого навчання (Myndigheten för Sveriges Nätuniversitet) — відповідає за координаційний проект, що включає ІТ-курси та програми дистанційного навчання вищих навчальних закладів, які надаються університетами та університетськими коледжами Швеції.
- Шведська рада з вищої освіти (Universitets-och högskolerådet) — призначені в першу чергу для управління прийомами до шведських університетів та університетських коледжів, заяв та розробки шведського тесту наукових здібностей.

#### Фінансова підтримка дослідження
- Шведська національна рада студентської допомоги (Centrala studiestödsnämnden) — управління всіма питаннями, що стосуються підтримки навчання

#### Дослідження
- Шведський інститут комп'ютерних наук (SICS) — сприяє конкурентоспроможності промисловості шляхом проведення передових досліджень у стратегічних областях інформатики, а також активно сприяти використанню нових дослідницьких ідей і результатів у промисловості та суспільстві в цілому.
- Шведський інститут космічної фізики (Institutet för rymdfysik) — державний науково-дослідний інститут. Першочерговим завданням є проведення фундаментальних досліджень, освіти та пов'язаних з ними обсерваторій у космічній фізиці.
- Королівська бібліотека Швеції (Kungliga biblioteket) — національна бібліотека, що збирає, описує, зберігає і робить доступними всі шведські друковані матеріали, а також публікації зі шведськими асоціаціями, опублікованими в інших країнах. Королівська бібліотека є центральним органом бібліотеки, відповідальним за координацію наукових бібліотек Швеції та бібліотечної інформаційної системи LIBRIS.
- Шведський полярний науково-дослідний Секретаріат (Polarforskningssekretariatacy) — сприяння та координація шведських досліджень. Проводити та планувати дослідження та розробки, організовувати та проводити експедиції до регіонів Арктики та Антарктики.
- Шведський національний архів записаних звукових і рухомих зображень (Statens ljud- och bildarkiv) — архів записаних звукових і рухомих зображень.
- Національне космічне агентство Швеції (Rymdstyrelsen) — національні та міжнародні заходи, пов'язані з космічними та дистанційними зондуваннями, насамперед дослідженнями та розробками.
- Шведська фундація стратегічних досліджень (Stiftelsen Strategisk Forskning) — сприяє широкому використанню інформаційних технологій у суспільстві та підтримує дослідження у шведських університетських коледжах та нових університетах.
- Шведська дослідницька рада (Vetenskapsrådet) — підтримка базових, якісних досліджень, для того, щоб Швеція була провідною дослідницькою державою.

## Міністерство сільського господарства, продовольства та рибальства
- Шведська національна рада сільського господарства (Jordbruksverket) — сільське господарство, садівництво та оленярство.
- Шведська національна продовольча адміністрація (Livsmedelsverket) — забезпечення збереження якості продуктів харчування.
- Шведська національна рада з рибальства (Fiskeriverket) — рибальство.
- Шведський університет сільськогосподарських наук (Sveriges Lantbruksuniveristet) — університети, наукові дослідження.
- Шведський національний ветеринарний інститут (Statens Veterinärmedicinska Anstalt) — діагностика та боротьба з інфекційними хворобами тварин — дослідження та профілактика.
- Шведська ветеринарна дисциплінарна рада (Veterinära ansvarsnämnden) — розглядає питання, що стосуються дисциплінарної відповідальності за ветеринарними хірургами, а також відкликання ветеринарних ліцензій.
- Саамський парламент (Sametinget) — є як урядовим органом, так і обраним парламентом, метою якого є пропаганда саамської культури.

## Міністерство культури

#### Загальна культурна діяльність
- Шведська рада з мистецтв (Statens kulturråd).

#### Мова, література, бібліотеки та архіви
- Шведський інститут мови та фольклору, раніше відомий як Шведський інститут діалектології, ономастики та фольклору (Institutet för språk och folkminnen).
- Державний архів Швеції і шведські регіональні архіви, або (Riksarkivet och landsarkiven).

#### Візуальне мистецтво, дизайн та прикладне мистецтво
- Королівська академія вільних мистецтв (Швеція) (Akademien för de fria konsterna).

#### Фільм, художники та спадщина
- Шведський інститут кінематографії (Svenska filminstitutet).
- Шведська рада національної спадщини (Riksantikvarieämbetet).

#### Медіа
- Nordicom.
- Шведське радіо (Sveriges Radio AB).
- Sveriges Television.
- Шведська освітня телерадіокомпанія (Sveriges Utbildningsradio).
- Teracom.
- Шведська адміністрація по трансляції (Myndigheten för radio och tv).

#### Музеї та виставки
- Шведський центр архітектури та дизайну (ArtDes).
- Музей малюнків (Умео).
- Міллесгорден.
- Шведський музей танцю (Dansmuseet).
- Театральний музей Дроттнінггольма (Drottningholms teatermuseum).
- Єврейський музей Швеції (Judiska museet).
- Ліврусткамарен.
- Замок Скоклостер (Skoklosters slott).
- Музей Галлвіл (Hallwylska museet).
- Музей сучасного мистецтва (Стокгольм).
- Національні історичні музеї (Statens historiska museer).
- Національний музей Швеції (Nationalmuseum).
- Вальдемарсудде (Prins Eugens Waldemarsudde).
- Шведський музей природознавства.
- Скандинавський музей (Nordiska museet).
- Шведське виставкове агентство (Riksutställningar).
- Руузеум (Rooseum).
- Музей Ресса (Röhsska museet).
- Скансен.
- Музей шведської армії (Statens försvarshistoriska museer).
- Музей Стріндберга (Strindbergsmuseet).
- Шведський національний музей науки і техніки (Tekniska museet).
- Thielska Galleriet.
- Музей Андерса Цорна.
- Музей роботи (Arbetets museum).

#### Театр, танець та музика
- Королівський драматичний театр (Dramaten).
- Королівська шведська академія музики (Musikaliska akademien).
- Королівська опера в Стокгольмі (Kungliga Operan).
- Riksteatern